# Дябл Руж Де Бріансон
Дябл Руж Де Бріансон — хокейний клуб з міста Бріансона, Франція. Заснований у 1934 році. Виступає у Лізі Магнус.

## Досягнення
- Чемпіон Франції — 2014
- Кубок Франції — 2010, 2013
- Кубок Ліги — 2012
- Кубок Чемпіонів — 2013

### Нижчі дивізіони
- Чемпіон І Дивізіону Франції — 1997
- Чемпіон ІІ Дивізіону Франції — 1994
- Чемпіон ІІІ Дивізіону Франції — 1993